# Kenneth Nelson
Kenneth Nelson (24 de março de 1930 – 7 de outubro de 1993) foi um ator americano.

## Biografia
Nascido em Rocky Mount, Carolina do Norte, Nelson apareceu em diversas séries de televisão no final da década de 1940, entre elas Captain Video and His Video Rangers e The Aldrich Family. Ele foi escalado para seu primeiro show da Broadway, Seventeen, uma adaptação musical do romance de Booth Tarkington que estreou no Teatro Broadhurst em 21 de junho de 1951 e teve 182 apresentações.
Em 1960, Nelson foi escalado para um show off-Broadway intitulado The Fantasticks, que acabou se tornando o musical mais antigo do mundo, com 17.162 apresentações. Em 1962, ele foi contratado como substituto de Anthony Newley em Stop the World – I Want to Get Off quando foi transferido do West End, eventualmente assumindo o papel principal quando a estrela saiu do show. De lá, foi para outra importação londrina, Half a Sixpence, em 1965.
Em 1968, Nelson aceitou o papel principal na polêmica e inovadora produção off-Broadway The Boys in the Band, a primeira peça a explorar o ambiente da vida gay na cidade de Nova Iorque de maneira verbalmente franca. Ele e o resto do elenco apareceram na versão cinematográfica de 1970 dirigida por William Friedkin.
Também em 1970 Nelson retornou à Broadway no papel principal em Lovely Ladies, Kind Gentlemen, uma adaptação musical de The Teahouse of the August Moon. Foi um desastre crítico e comercial, fechando após apenas 19 apresentações. Depois de se estabelecer na Inglaterra em 1971, atuou ao lado de Cleo Laine em Showboat e Colette no palco do West End, e apareceu em Annie e 42nd Street. Em 1974, ele desempenhou um papel principal na revista de grande sucesso Cole no Mermaid Theatre de Londres. Nelson apareceu ao lado de Celeste Holm como Russell Paxton na estreia britânica do musical Lady in the Dark de Kurt Weill / Ira Gershwin / Moss Hart no Nottingham Playhouse em 9 de dezembro de 1981. Em 1985, ele interpretou o sinistro empresário nuclear Jerry Grogan em Edge of Darkness, a série de suspense seminal da BBC escrita por Troy Kennedy Martin, e teve papéis nos filmes de terror de Clive Barker, Hellraiser (1987) e Nightbreed (1990).
Nelson passou grande parte do final de sua carreira em pequenos papéis na televisão e no cinema. Nelson morreu em Londres em 7 de outubro de 1993 de complicações relacionadas à AIDS. Ele foi enterrado no Putney Vale Cemetery.

## Filmografia
| Ano  | Título               | Personagem                                   | Notas        |
| ---- | -------------------- | -------------------------------------------- | ------------ |
| 1952 | Invitation           | Jogador de tênis                             | Sem créditos |
| 1970 | The Boys in the Band | Michael                                      |              |
| 1970 | The Games            | Garoto de fraternidade em concurso de bebida |              |
| 1977 | The Brute            | Psiquiatra                                   |              |
| 1983 | The Lonely Lady      | Bud Weston                                   |              |
| 1987 | Hellraiser           | Bill                                         |              |
| 1990 | Nightbreed           | Médico de Emergência                         |              |